# Aleksandar Rakodczaj

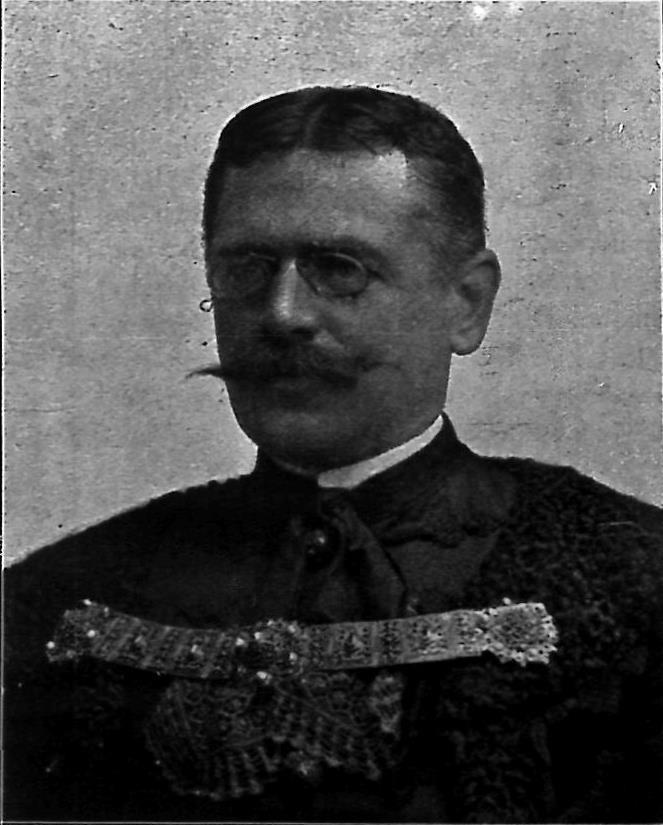
Aleksandar Rakodczay

Aleksandar Rakodczaj (* 25. September 1848 in Pressburg; † 10. April 1924 in Trenkovo, Sava Banovina) war vom 26. Juni 1907 bis 8. Januar 1908 Ban (Vizekönig) von Kroatien und Slawonien.

## Leben
Aleksandar Rakodczaj war Sohn einer Adelsfamilie ungarischer Herkunft aus Hrvatsko Zagorje. Er wurde Jurist und arbeitete zeitweise im für Kroatien und Slawonien zuständigen Ministerium in Budapest. Er arbeitete später als Richter und war seit 1905 Präsident des Tabula Banalis, des Appellationsgerichts in Agram. Am 26. Juni 1907 wurde er zum Ban ernannt. Sein Vorgänger als Ban, Teodor Pejačević, war aus Protest zurückgetreten, nachdem die Ungarische Zentralregierung im Rahmen ihrer Magyarisierungspolitik die ungarische Sprache als offizielle Sprache der damaligen Kroatischen Eisenbahnen einführen wollte. In der Folge eskalierte der kroatisch-ungarische Konflikt weiter. Rakodczaj stand zwischen den Fronten und trat bereits am 8. Januar 1908 sein Amt wieder ab. Ihm folgte Pavao Rauch von Nyék, der vom Sabor energisch abgelehnt wurde. Rakodczaj war in der Folge bis 1912 Präsident des Tabula Septemviralis (kroat.: Stol sedmorice), des Obersten Gerichtshofs in Agram.